# Amstel Gold Race 2013
48. ročník jednodenního cyklistického závodu Amstel Gold Race se konal 14. dubna 2013 v Nizozemsku. Závod dlouhý 251,8 km vyhrál Čech Roman Kreuziger z týmu Saxo–Tinkoff. Na druhém a třetím místě se umístili Alejandro Valverde (Movistar Team) a Simon Gerrans (Orica–GreenEDGE).

## Týmy
Závodu se zúčastnilo celkem 25 týmů, všech 19 UCI ProTeamů a 6 týmů, které dostaly tzv. divokou kartu. Každý tým přijel s 8 jezdci, na start se celkem postavilo 199 jezdců (FDJ nasadilo pouze 7 závodníků). Do cíle v Berg en Terblijtu dojelo 98 jezdců.
| UCI ProTeamy - Ag2r–La Mondiale - Argos–Shimano - Astana - Belkin Pro Cycling - BMC Racing Team - Cannondale Pro Cycling - Euskaltel–Euskadi - FDJ - Garmin–Sharp - Lampre–Merida - Lotto–Belisol - Movistar Team - Omega Pharma–Quick-Step | - Orica–GreenEDGE - RadioShack–Leopard - Team Katusha - Team Saxo–Tinkoff - Team Sky - Vacansoleil–DCM Týmy pozvané na divokou kartu - Accent Jobs–Wanty - Crelan–Euphony - IAM Cycling - Team NetApp–Endura - Team Europcar - Topsport Vlaanderen–Baloise |

## Průběh závodu
Zdroj:
První úspěšný únik se zformoval hned v úvodu, kdy se podařilo odjet 7 jezdcům, kteří si v průběhu závodu vybudovali až jedenáctiminutový náskok.
K prvnímu zásadnímu momentu závodu došlo 93 km před cílem, kdy v pelotonu došlo k hromadnému pádu, který postihl více než 50 jezdců, mezi kterými byli například Philippe Gilbert, Thomas Voeckler nebo Andy Schleck.
80 km před cílem činil náskok úniku 7 minut, 50 km před cílem už jen 4 minuty.
Na boj o pozice před jedním z kopců doplatil pádem 45 km před cílem Joaquim Rodríguez, v té době na úplném čele zbývali už jen 3 jezdci (Mikel Astarloza a za ním s 50 sekundovým odstupem Johan Van Summeren a Alexandre Pliuščin).
25 km před cílem se začaly formovat týmy v pelotonu, které díky zvýšení tempa snížily náskok na Mikela Astarlozu, kterého již atakovaly nově vytvořené skupiny uniknuvší z pelotonu. 15 km před cílem vedla závod osmičlenná skupina ve složení Roman Kreuziger, Alexandre Pliuščin, Mikel Astarloza, Lars Petter Nordhaug, David Tanner, Andrey Grivko, Marco Marcato a Giampaolo Caruso. Kreuzigerovu skupinu sjížděl zejména Quick-Step.
7 km před cílem nebyl Kreuziger spokojen s tempem své skupiny, a tak se vydal na sedmikilometrovou "časovku". Žádný z individuálních útoků na lídra závodu ovšem nebyl úspěšný, ani peloton nespolupracoval. Cauberg vyjel Roman s dvacetisekundovým náskokem na atakujícího Gilberta. Za českým závodníkem se následně začalo taktizovat, a i díky tomu Kreuziger projel cílem jako první s náskokem 22 vteřin. Spurt pelotonu o druhé místo vyhrál Alejandro Valverde, celkově 3. dojel Simon Gerrans.

## Výsledky
| Pořadí | Jezdec                   | Tým                     | Čas        |
| ------ | ------------------------ | ----------------------- | ---------- |
| 1      | Roman Kreuziger (CZE)    | Team Saxo–Tinkoff       | 6h 35' 21" |
| 2      | Alejandro Valverde (ESP) | Movistar Team           | + 22"      |
| 3      | Simon Gerrans (AUS)      | Orica–GreenEDGE         | + 22"      |
| 4      | Michał Kwiatkowski (POL) | Omega Pharma–Quick-Step | + 22"      |
| 5      | Philippe Gilbert (BEL)   | BMC Racing Team         | + 22"      |
| 6      | Sergio Henao (COL)       | Team Sky                | + 22"      |
| 7      | Björn Leukemans (BEL)    | Vacansoleil–DCM         | + 22"      |
| 8      | Pieter Weening (NED)     | Orica–GreenEDGE         | + 22"      |
| 9      | Enrico Gasparotto (ITA)  | Astana                  | + 22"      |
| 10     | Bauke Mollema (NED)      | Belkin Pro Cycling      | + 22"      |